# Valle de Anisacate
Valle de Anisacate é uma comuna da província de Córdoba, na Argentina.